# Juan Espitia
Juan Daniel Espitia (Moniquirá, Boyacá; 14 de febrero del 2000) es un futbolista colombiano. Juega de arquero y actualmente milita en Patriotas Boyacá de la Categoría Primera B colombiana.

## Trayectoria

### Inicios
Espitia realizó su proceso formativo en las Divisiones menores de Millonarios, sin embargo al no tener la oportunidad, decide tomar nuevos rumbos.

### Tigres
En 2021 debuta oficialmente en el Fútbol Profesional Colombiano al servicio de Tigres Fútbol Club, en la Categoría Primera B. Para el Torneo Finalización 2021 regresa a Independiente Santa Fe.

### Santa Fe
Entre 2019 y 2020 tendría sus primeras convocatorias en Independiente Santa Fe siendo suplente en 14 partidos, sin llegar a jugar.
El 31 de marzo de 2023 debutó por primera vez con el club 'Albirojo' en el partido correspondiente a la 11va jornada de la Categoría Primera A donde enfrentaron a Boyacá Chicó de visitante y consiguieron la victoria 1-0; Juan Daniel se destacó manteniendo el arco en 0 y allí empezarían a tenerlo en cuenta para mas titularidades.
Participó por primera vez en un torneo internacional en la Copa Sudamericana 2023 donde enfrentó en partidos como titular a rivales como Gimnasia y Esgrima de La Plata, Goiás y Universitario. Sin embargo, quedaron eliminados en fase de grupos.
En 2024, aportó en varias ocasiones como titular para que el club llegara hasta la final del primer semestre de la Categoría Primera A y la perdieran ante Atlético Bucaramanga desde el punto penal donde él no tuvo participación.

## Clubes
| País     | Club             | Año             | PJ |
| -------- | ---------------- | --------------- | -- |
| Colombia | Tigres           | 2021            | 3  |
| Colombia | Santa Fe         | 2021 - 2024     | 30 |
| Colombia | Patriotas Boyacá | 2025 - Presente | 15 |

## Estadísticas

### Clubes
Actualizado el 14 de noviembre de 2024
| Club                                                                                            | Div.          | Temporada     | Liga  | Liga  | Copa nacional (1) | Copa nacional (1) | Copa internacional (2) | Copa internacional (2) | Total | Total |
| Club                                                                                            | Div.          | Temporada     | Part. | Goles | Part.             | Goles             | Part.                  | Goles                  | Part. | Goles |
| ----------------------------------------------------------------------------------------------- | ------------- | ------------- | ----- | ----- | ----------------- | ----------------- | ---------------------- | ---------------------- | ----- | ----- |
| Tigres · Colombia                                                                               | 2.ª           | 2021          | 1     | 0     | 2                 | 0                 | —                      | —                      | 3     | 0     |
| Tigres · Colombia                                                                               | Total club    | Total club    | 1     | 0     | 2                 | 0                 | —                      | —                      | 3     | 0     |
| Santa Fe · Colombia                                                                             | 1.ª           | 2021          | 0     | 0     | 0                 | 0                 | 0                      | 0                      | 0     | 0     |
| Santa Fe · Colombia                                                                             | 1.ª           | 2022          | 0     | 0     | 0                 | 0                 | 0                      | 0                      | 0     | 0     |
| Santa Fe · Colombia                                                                             | 1.ª           | 2023          | 11    | 0     | 3                 | 0                 | 6                      | 0                      | 20    | 0     |
| Santa Fe · Colombia                                                                             | 1.ª           | 2024          | 5     | 0     | 5                 | 0                 | —                      | —                      | 10    | 0     |
| Santa Fe · Colombia                                                                             | Total club    | Total club    | 16    | 0     | 8                 | 0                 | 6                      | 0                      | 30    | 0     |
| Total carrera                                                                                   | Total carrera | Total carrera | 17    | 0     | 10                | 0                 | 6                      | 0                      | 33    | 0     |
| (1) Incluye datos de Copa Colombia (2021-Act).(2) Incluye datos de la Copa Sudamericana (2023). |               |               |       |       |                   |                   |                        |                        |       |       |